# Rui Sousa
Pour les articles homonymes, voir Sousa.
Barbosa Sousa est un nom portugais ; le premier nom de famille (d'usage facultatif) est Barbosa et le second est Sousa.
Rui Miguel Barbosa Sousa (né le 17 juillet 1976 à Lisbonne) est un coureur cycliste portugais, professionnel de 1998 à 2017.

## Biographie
Il met un terme à sa carrière à l'issue de la saison 2017, à 41 ans.

## Palmarès
- 1998
  -  Champion du Portugal du contre-la-montre par équipes
  - 1re étape du Grand Prix Abimota
  - 4e étape de la Volta a Trás-os-Montes e Alto Douro
- 1999
  - 3e de la Clássica da Primavera
- 2000
  - 3e du championnat du Portugal sur route
- 2001
  - 5e étape du Trophée Joaquim Agostinho
  - Volta a Trás-os-Montes e Alto Douro
- 2002
  - 2e étape du Grand Prix international Mitsubishi MR Cortez
  - 2e du Grand Prix international Mitsubishi MR Cortez
  - 2e du championnat du Portugal sur route
  - 3e du Tour du Portugal
- 2003
  - 2e étape du Grand Prix international Mitsubishi MR Cortez
- 2005
  - 1re étape de la Volta a Trás-os-Montes e Alto Douro
- 2006
  - 3e étape de la Volta ao Sotavento Algarvio
  - 3e de la Volta ao Sotavento Algarvio
  - 3e du championnat du Portugal sur route
- 2008
  - 3e étape du Tour du Portugal
- 2009
  - 1re étape du Grand Prix Abimota (contre-la-montre par équipes)
- 2010
  -  Champion du Portugal sur route
- 2011
  - 3e du Tour du Portugal
- 2012
  - 4e étape du Tour du Portugal
  - 3e du Tour du Portugal
- 2013
  - 2e étape du Tour du Portugal
  - 3e du Tour du Portugal
- 2014
  - 7e étape du Tour du Portugal
  - 2e du Tour du Portugal
- 2017
  - 6e étape du Tour du Portugal

## Résultat sur les grands tours

### Tour d'Espagne
1 participation
- 2002 : 16e

## Classements mondiaux
| Année           | 2005  | 2006 | 2007 | 2008 | 2009 | 2010 | 2011 | 2012 | 2013 | 2014 |
| --------------- | ----- | ---- | ---- | ---- | ---- | ---- | ---- | ---- | ---- | ---- |
| UCI Europe Tour | 1134e | 234e | 967e | 173e |      | 137e | 322e | 254e | 162e | 174e |